# Piotr Skrobowski
Piotr Skrobowski (ur. 16 października 1961 w Krakowie) – polski piłkarz grający na pozycji obrońcy, reprezentant kraju.

## Kariera piłkarska
Wychowanek Clepardii Kraków (1975-1977), następnie zawodnik Wisły Kraków (1977-1985), Lecha Poznań (1985-1988), Olimpii Poznań (1988-1990) i szwedzkiego klubu Hammarby IF (1990-1992).
Występował na pozycji obrońcy. Był prawdziwą rewelacją 1979 roku, grając wiosną w turnieju UEFA w Austrii, a jesienią w Pucharze Coca-Coli w Japonii, gdzie z powodzeniem radził sobie z samym Diego Maradoną. W 1980 roku grając, jako kapitan w młodzieżowej reprezentacji Polski wywalczył wicemistrzostwo Europy U-18. „Odkrycie Roku 1980” w plebiscycie redakcji „Piłka Nożna”.
W pierwszej reprezentacji Polski wystąpił 15 razy w latach 1980–1984. Zadebiutował w niej w wieku 18 lat w Warszawie w meczu z Irakiem. Uczestnik Mistrzostw Świata w 1982 w Hiszpanii, jednak z powodu kontuzji (pęknięta kość strzałkowa) nie zagrał w żadnym spotkaniu. Rekonwalescencja trwała wiele miesięcy, a po powrocie na boisko nigdy nie osiągnął formy sprzed lat. Zakończył występy w reprezentacji Polski na turnieju w Kalkucie w 1984 r.

## Sukcesy
Reprezentacja Polski U-18:
- Wicemistrzostwo Europy: 1980

Reprezentacja Polski:
- Trzecie miejsce (srebrny medal) na Mistrzostwach Świata: 1982

Lech Poznań:
- Puchar Polski: 1988